# بيتر ميكلسن
بيتر ميكلسن (بالدنماركية: Peter Mikkelsen)‏، من مواليد 1 مايو 1960، حكم كرة قدم دنماركي دولي سابق.
و قد حكم 3 مباريات في كأس العالم لكرة القدم 1990 ومباراتين في كأس العالم لكرة القدم 1994، وقد حكم في كأس الأمم الأوروبية لكرة القدم 1992.

## روابط خارجية
- بيتر ميكلسن على موقع Soccerway.com (الإنجليزية)